# Hearts2Hearts
Hearts2Hearts（ハーツ・トゥー・ハーツ、朝: 하츠투하츠）は、韓国の8人組ガールズグループ。SMエンタテインメント所属。公式ファンダムネームはS2U（ハチュ、朝: 하츠）。

## 概要
SMエンタテインメントより、2020年にデビューしたaespa以来、約5年ぶりにデビューするガールズグループ。
グループ名「Hearts2Hearts」には「多様な感情と心のこもったメッセージを盛り込んだ自分たちだけの神秘的で美しい音楽世界を通じて、グローバルファンと心を繋ぎ、より大きな『私たち』に一緒に進む」という意味が込められている。

## 来歴
デビュー前
2023年2月3日、SMエンタテインメントが発表した「SM 3.0」において、新人グループのデビューに関する言及があり、第1四半期にガールズグループのデビューを目指していることが明らかにされた。
しかし、5月24日に公開された「SM 3.0 : NEW IP 2023」では、2023年第4四半期のデビューを目標とすることを発表。その後もデビュー計画は延期されたが、最終的に2025年第1四半期のデビューが決定した。
2025年
- 1月12日、高尺スカイドームにて開催されたSMエンタテインメント創立30周年コンサート「SMTOWN LIVE 2025 [THE CULTURE, THE FUTURE] in SEOUL」を通じて、デビュー予告映像を公開。メンバーのビジュアル、グループ名「Hearts2Hearts」、デビュー時期が発表された[2]。
- 1月31日、公式Instagramを開設[9]。
- 2月3日、YouTube・X・TikTok・Facebookの公式アカウントを追加で公開[10]。同時に「SMTOWN LIVE 2025」で披露したデビュートレーラーの本編も公開された[11]。
- 2月24日、1stシングルアルバム「The Chase」をリリース[12]。また同日、デビューショーケース「Chase Our Hearts」を開催[13]。公演中、公式ファンダムネーム「S2U（ハチュ）」が発表された。
- 6月18日、デジタルシングル「STYLE」をリリース[14]。

## メンバー
| 名前                   | 本名                         | 本名                 | 本名   | 本名                 | 生年月日               | 出生地/出身地                                                 | ポジション              |
| 名前                   | 仮名                         | ハングル             | 漢字   | ローマ字             | 生年月日               | 出生地/出身地                                                 | ポジション              |
| ---------------------- | ---------------------------- | -------------------- | ------ | -------------------- | ---------------------- | ------------------------------------------------------------- | ----------------------- |
| カルメン CARMEN 카르멘 | ニョマン・アユ・カルメニータ | 뇨만 아유 카르메니타 | -      | Nyoman Ayu Carmenita | 2006年3月28日（19歳）  | インドネシア デンパサール                                     | ボーカル                |
| ジウ JIWOO 지우        | チェ・ジウ                   | 최지우               | 崔志宇 | Choi Jiwoo           | 2006年9月7日（18歳）   | 韓国 ソウル特別市                                             | リーダー ダンサー       |
| ユハ YUHA 유하         | ユ・ハラム                   | 유하람               | 柳河覽 | Yu Haram             | 2007年4月12日（18歳）  | 韓国 江原道原州市                                             | ボーカル ダンサー       |
| ステラ STELLA 스텔라   | キム・ダヒョン               | 김다현               | 金多絢 | Kim Dahyun           | 2007年6月18日（18歳）  | 韓国 蔚山広域市 カナダ ブリティッシュコロンビア州バンクーバー | ボーカル                |
| ステラ STELLA 스텔라   | ステラ・ダヒョン・キム       | 스텔라 다현 김       | -      | Stella Dahyun Kim    | 2007年6月18日（18歳）  | 韓国 蔚山広域市 カナダ ブリティッシュコロンビア州バンクーバー | ボーカル                |
| ジューン JUUN 주은     | キム・ジュウン               | 김주은               | 金主恩 | Kim Jueun            | 2008年12月3日（16歳）  | 韓国 京畿道高陽市                                             | メインダンサー ラッパー |
| エイナ A-NA 에이나     | ノ・ユナ                     | 노유나               | 盧惟娜 | Roh Yuna             | 2008年12月20日（16歳） | 韓国 京畿道水原市                                             | リードボーカル          |
| イアン IAN 이안        | チョン・イアン               | 정이안               | 鄭以安 | Jung Leean           | 2009年10月9日（15歳）  | 韓国 ソウル特別市                                             | センター                |
| イェオン YE-ON 예온    | キム・ナヨン                 | 김나연               | 金奈延 | Kim Nayeon           | 2010年4月19日（15歳）  | 韓国 慶尚南道梁山市                                           | ボーカル                |

## ディスコグラフィ

### シングルアルバム
|                               | 発売日                        | タイトル                      | 形態                          | 形態                          | 商品番号                      | 収録曲                             | 順位                          | 売上枚数                      | 表題曲                        |
| SMエンタテインメント レーベル | SMエンタテインメント レーベル | SMエンタテインメント レーベル | SMエンタテインメント レーベル | SMエンタテインメント レーベル | SMエンタテインメント レーベル | SMエンタテインメント レーベル      | SMエンタテインメント レーベル | SMエンタテインメント レーベル | SMエンタテインメント レーベル |
| ----------------------------- | ----------------------------- | ----------------------------- | ----------------------------- | ----------------------------- | ----------------------------- | ---------------------------------- | ----------------------------- | ----------------------------- | ----------------------------- |
| 1st                           | 2025年2月24日                 | The Chase                     | CD                            | Package ver.                  | L700001509                    | 収録曲 1. The Chase 2. Butterflies | 3位                           | 423,557枚                     | The Chase                     |
| 1st                           | 2025年2月24日                 | The Chase                     | CD                            | Photo Book ver.               | L700001510                    | 収録曲 1. The Chase 2. Butterflies | 3位                           | 423,557枚                     | The Chase                     |

### 配信限定シングル
| 公開日        | タイトル | 規格                   | 収録アルバム |
| ------------- | -------- | ---------------------- | ------------ |
| 2025年6月18日 | STYLE    | デジタル・ダウンロード | 未収録       |

### ミュージックビデオ
| 公開日        | タイトル  | リンク | 収録作品  |
| ------------- | --------- | ------ | --------- |
| 2025年2月24日 | The Chase | ▶      | The Chase |
| 2025年6月18日 | STYLE     | ▶      | STYLE     |

## 出演

### 番組
- ショー!K-POPの中心（2025年3月1日 - 、MBC） - エイナ（MC）[17]
- Chat Hearts2Hearts（2025年3月26日 - 、Wavve）[18]

### 雑誌
- DAZED（2025年）[19]

## 公演

### ショーケース
- Chase Our Hearts（2025年2月24日、YES24 LIVE HALL）[13]

### 参加公演
- The Performance（2025年3月30日、Kアリーナ横浜）[20]
- SMTOWN LIVE 2025 [THE CULTURE, THE FUTURE]
  - SMTOWN LIVE 2025 in MEXICO CITY（2025年5月9日、エスタディオGNPセグロス）
  - SMTOWN LIVE 2025 in L.A.（2025年5月11日、ディグニティ・ヘルス・スポーツ・パーク）
  - SMTOWN LIVE 2025 in LONDON（2025年6月28日、アリアンツ・スタジアム）
  - SMTOWN LIVE 2025 in TOKYO（2025年8月9日・10日、東京ドーム）
- iHeartRadio Wango Tango 2025（2025年5月10日、ハンティントンビーチ）[21]
- 釜山ワンアジアフェスティバル2025（2025年6月11日、BEXCO）[22]

## 受賞歴
- ASIA STAR ENTERTAINER AWARDS 2025「新人賞」受賞
- 第34回ソウル歌謡大賞「新人賞」受賞

### 音楽番組首位
| 年     | 受賞歴                                          |
| ------ | ----------------------------------------------- |
| 2025年 | - The Chase（1冠） - 3月11日：SBS M『THE SHOW』 |